# Карл Торлей
Карл Торлей (нім. Karl Torley; 16 жовтня 1913, Ізерлон, Німецька імперія — 19 липня 1943, Калинівка, УРСР) — німецький офіцер, оберстлейтенант вермахту (1943, посмертно). Кавалер Лицарського хреста Залізного хреста з дубовим листям.

## Біографія
В 1935 році вступив в 60-й піхотний полк. Під час Французької і Балканської кампаній командував взводом свого полку, який входив до складу 16-ї мотопіхотної дивізії. З червня 1941 року — командир 2-ї роти, з 1942 року — 1-го батальйону свого полку. Учасник боїв на Донці. Загинув у бою.

## Нагороди
- Медаль «За вислугу років у Вермахті» 4-го класу (4 роки)
- Залізний хрест 2-го і 1-го класу
- Лицарський хрест Залізного хреста з дубовим листям
  - лицарський хрест (23 листопада 1941)
  - дубове листя (№ 132; 11 жовтня 1942)
- Медаль «За зимову кампанію на Сході 1941/42»